# Nova Guinea

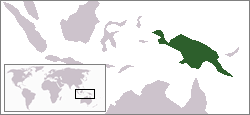
Situació

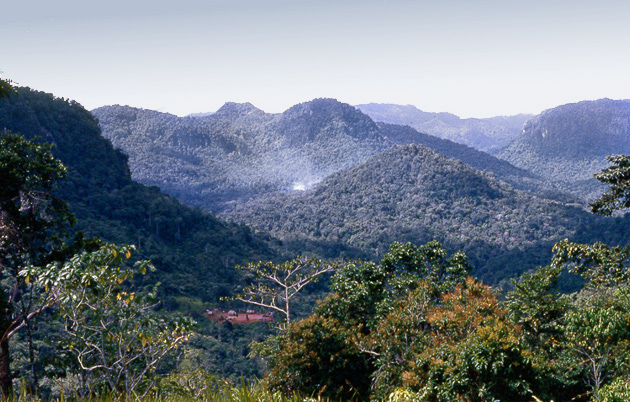
Serralada Owen Stanley

Nova Guinea és la segona illa més gran del món, després de Groenlàndia, i la més alta, ja que el seu cim màxim, el Puncak Jaya, s'eleva a 4.884 m sobre el nivell del mar. Situada al nord d'Austràlia, de la qual està separada per l'estret de Torres, limita al nord amb l'oceà Pacífic, a l'oest amb el mar de Banda, al sud-oest amb el mar d'Arafura i al sud-est i a l'est amb el mar del Corall. A l'oest, té a prop les illes de Halmahera i Seram, i a l'est Nova Bretanya. Té una superfície de 790.000 km² i una població relativament escassa en comparació amb la seva extensió, ja que no arriba als set milions d'habitants. Els habitants autòctons la coneixen pel nom de Papua.
Originàriament, havia format part del continent australià, del qual es va separar quan es va inundar l'àrea que ara ocupa l'estret de Torres, cap al cinquè mil·lenni aC.
L'illa es divideix entre els estats d'Indonèsia (a la part occidental) i Papua Nova Guinea, a la part oriental.

## Noms

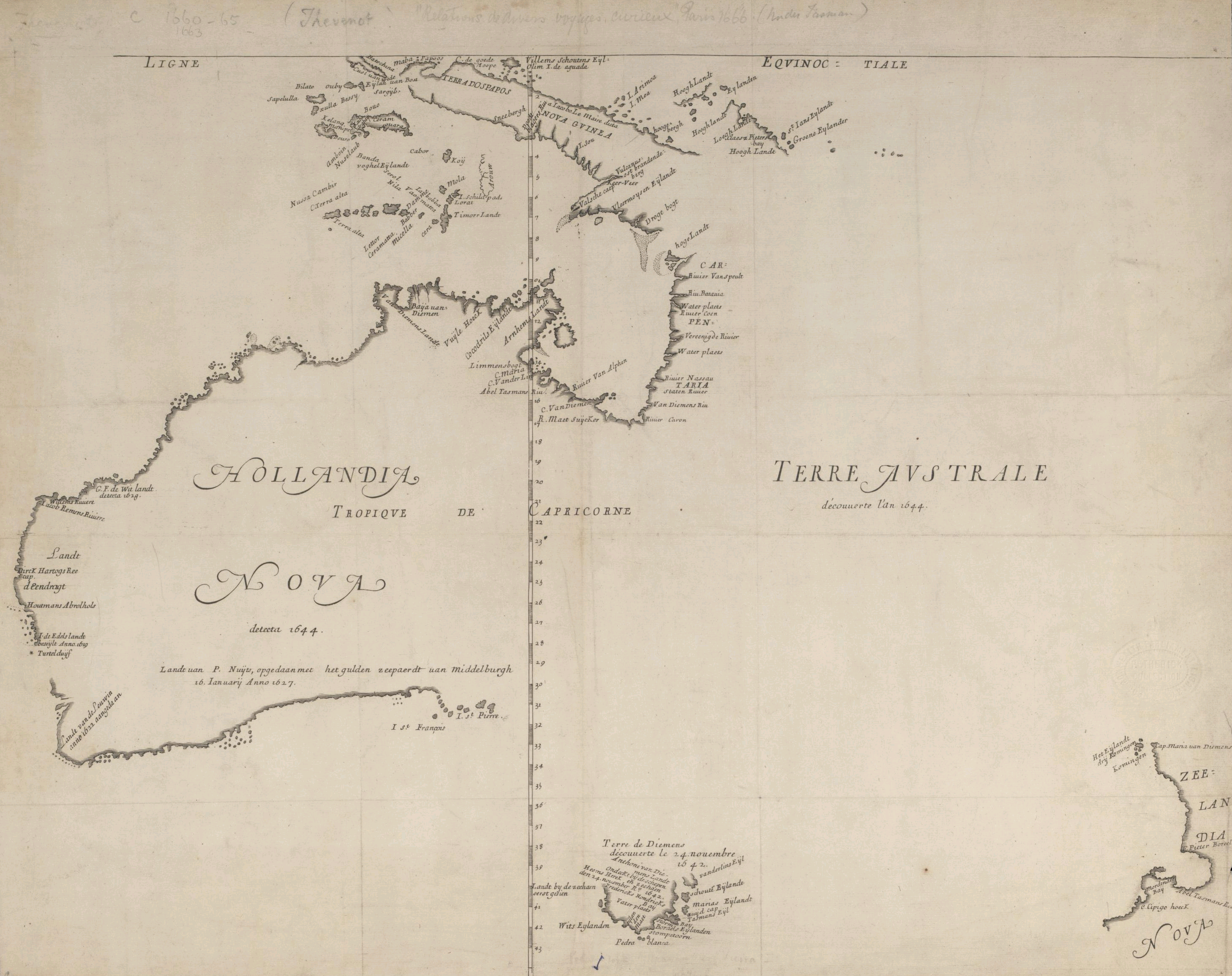
Un mapa de 1644 de Nova Guinea i els seus voltants

L'illa ha estat coneguda amb diversos noms:
El nom Papua s'utilitzava per referir-se a parts de l'illa abans del contacte amb Occident. La seva etimologia és poc clara; una teoria afirma que derivava de Tidore, la llengua utilitzada pel Sultanat de Tidore. Una expedició del sultà de Tidore, juntament amb Sahmardan, el Sangaji de Patani i el Papu Gurabesi, va aconseguir conquerir algunes zones de Nova Guinea, que després es va reorganitzar per formar Korano Ngaruha ('Quatre Reis') o Raja Ampat, Papoua. Gam Sio ('Els nou Papua Negeri ') i Mafor Soa Raha (lit. El Biak 'Quatre Soa'). El nom prové de les paraules papo ('unir') i ua (negació), que significa no unit, és a dir, una possessió perifèrica de Tidore.
Anton Ploeg informa que sovint es diu que la paraula papua deriva de la paraula malaia papua o pua-pua, que significa pell crepus, referint-se al cabell molt arrissat dels habitants de l'illa. No obstant això, Sollewijn Gelpke l'any 1993 va considerar això poc probable, ja que s'havia utilitzat anteriorment, i, en canvi, el va derivar de la frase biak sup i babwa, que significa la terra sota [la posta de sol], i es refereix a les illes Raja Ampat.
Quan els exploradors portuguesos i espanyols hi van arribar a través de les Moluques, també van utilitzar el nom de Papua. Tanmateix, els occidentals, començant per l'explorador espanyol Yñigo Ortiz de Retez el 1545, van utilitzar el nom de Nova Guinea, a causa de la semblança entre els pobles indígenes de l'illa i els africans de la regió de Guinea. El nom és un dels diversos topònims que comparteixen etimologies similars, que en última instància significa terra dels negres o significats similars.
Els holandesos, que van arribar més tard sota Jacob Le Maire i Willem Schouten, la van anomenar illa Schouten. Més tard van utilitzar aquest nom només per referir-se a les illes de la costa nord de Papua pròpiament dita, les illes Schouten o l'illa Biak. Quan els holandesos van colonitzar l'illa principal com a part de les Índies Orientals Neerlandeses, la van anomenar Guinea Nieuw.
El nom d’Irian es va utilitzar en llengua indonèsia per referir-se a l'illa i la província indonèsia, com a província d'Irian Barat (Irian occidental) i més tard província d'Irian Jaya. El nom Irian va ser suggerit durant una reunió del comitè tribal a Tobati, Jayapura, format per Soegoro Atmoprasodjo sota el governador JP van Eechoed, per decidir un nou nom a causa de l'associació negativa de Papua. Frans Kaisiepo, el líder del comitè, va suggerir el nom dels mites de Mansren Koreri, Iri-an de la llengua biak de l'illa de Biak, que significa terra calenta (en referència al clima), però també de Iryan que significa procés escalfat com a metàfora d'una terra que entra en una nova era. A Serui Iri-an (lit. nació-terra) significa pilar de la nació, mentre que a Merauke Iri-an (lit. nació més alta) significa esperit ascendent o aixecar. El nom va ser promogut el 1945 per Marcus Kaisiepo, germà de Frans Kaisiepo. El nom va ser polititzat més tard per Corinus Krey, Marthen Indey, Silas Papare, i altres amb el Retroacrònim indonesi Ikut Republik Indonesia Anti Nederland ('Uneix-te a la República d'Indonèsia oposa't als Països Baixos'). Irian es va utilitzar el 1972. El nom es va utilitzar fins al 2001, quan Papua es va tornar a utilitzar per a l'illa i la província. El nom Irian, que era afavorit originalment pels nadius, ara es considera un nom imposat per l'autoritat de Jakarta.

## Geografia

Regions d’Oceania: Australàsia, Polinèsia, Micronèsia i Melanèsia. Fisiogràficament, Australàsia inclou la massa terrestre australiana (incloent Tasmània), Nova Zelanda i Nova Guinea.

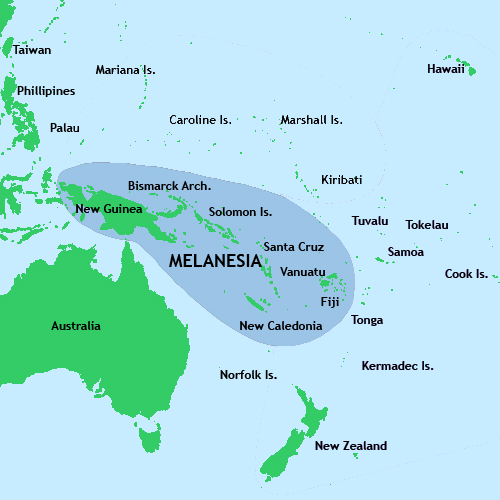
Nova Guinea situada amb relació a Melanèsia

Mapa de Nova Guinea de la classificació climàtica de Köppen

Nova Guinea és una illa al nord del continent australià, al sud de l'equador. Està aïllada pel mar d'Arafura a l'oest, i l'estret de Torres i el mar del Corall a l'est. De vegades considerada com l'illa més oriental de l’arxipèlag d'Indonèsia, es troba al nord del Top End d'Austràlia, el Golf de Carpentària i la Península del Cap York, i a l'oest de l'arxipèlag de Bismarck i de l'arxipèlag de les illes Salomó.
Políticament, la la meitat occidental de l'illa comprèn sis províncies d'Indonèsia: Papua, Papua Central, Papua de les terres altes, Papua del Sud, Papua Occidental i Papua Sud-oest. La meitat oriental forma la part continental del país de Papua Nova Guinea

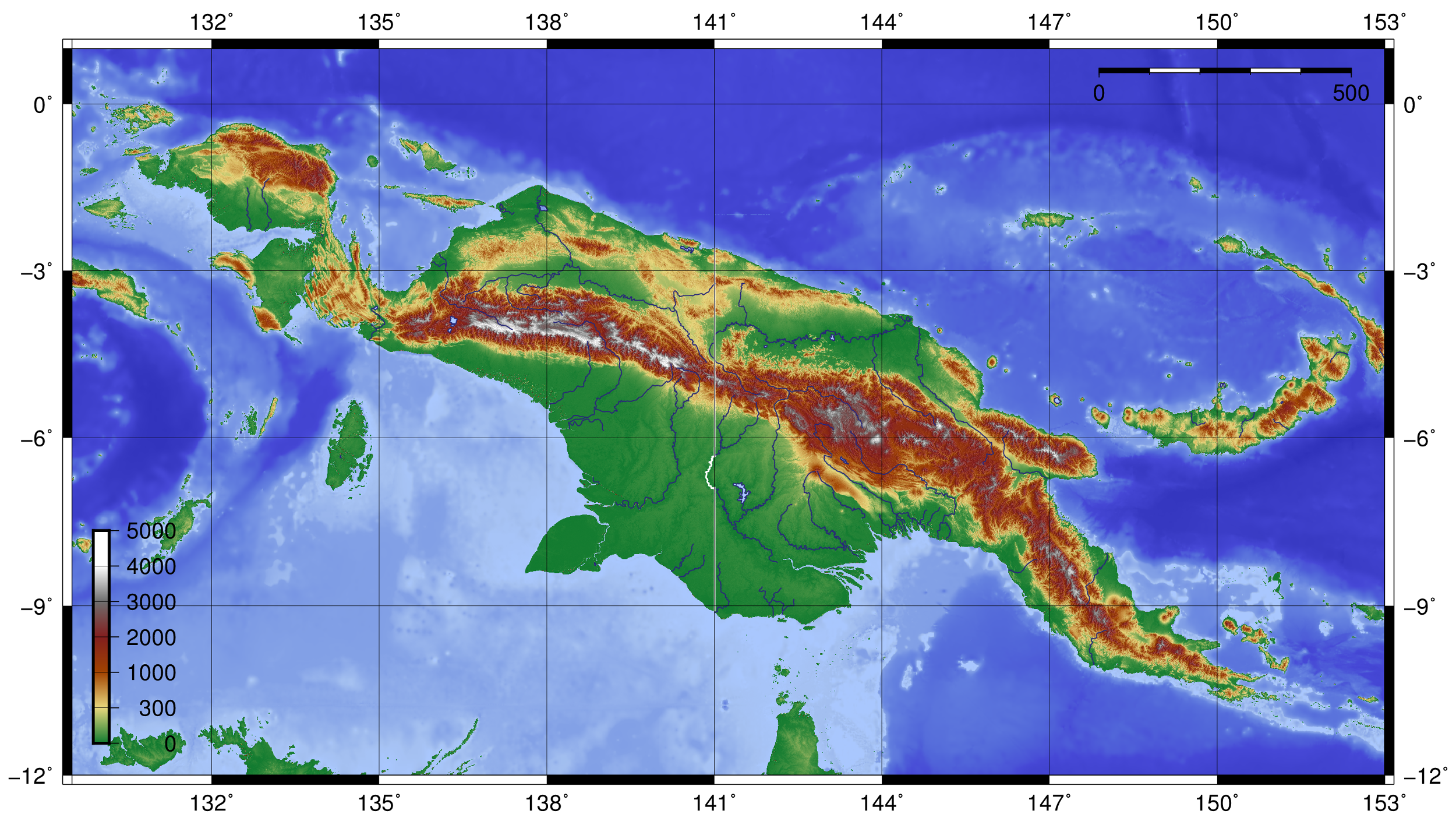
Mapa topogràfic de Nova Guinea

La forma de Nova Guinea sovint es compara amb la d'un ocell del paradís (indígena de l'illa), i això dona com a resultat els noms habituals per als dos extrems de l'illa: la Península de Doberai al nord-oest (Vogelkop en holandès)., Kepala Burung en indonesi; també coneguda com a península de Doberai) i la península de la cua d'ocell al sud-est (també coneguda com a península de Papua).
Una columna vertebral de muntanyes d'est a oest, les Terres altes de Nova Guinea, domina la geografia de Nova Guinea, que s'estén per més de 1.600 km a tota l'illa, amb moltes muntanyes de més de 4.000 m . La meitat occidental de l'illa conté les muntanyes més altes d’Oceania, amb el seu punt més alt, Puncak Jaya, que arriba a una altitud de 4.884 m. La línia d'arbres és d'uns 4.000 m, i els cims més alts contenen glaceres equatorials, que s'han anat retrocedint almenys des de 1936. Diverses altres serralades més petites es troben tant al nord com a l'oest de les serres centrals. Excepte a elevacions elevades, la majoria de les zones tenen un clima càlid i humit durant tot l'any, amb algunes variacions estacionals associades a la temporada del monsó del nord-est.

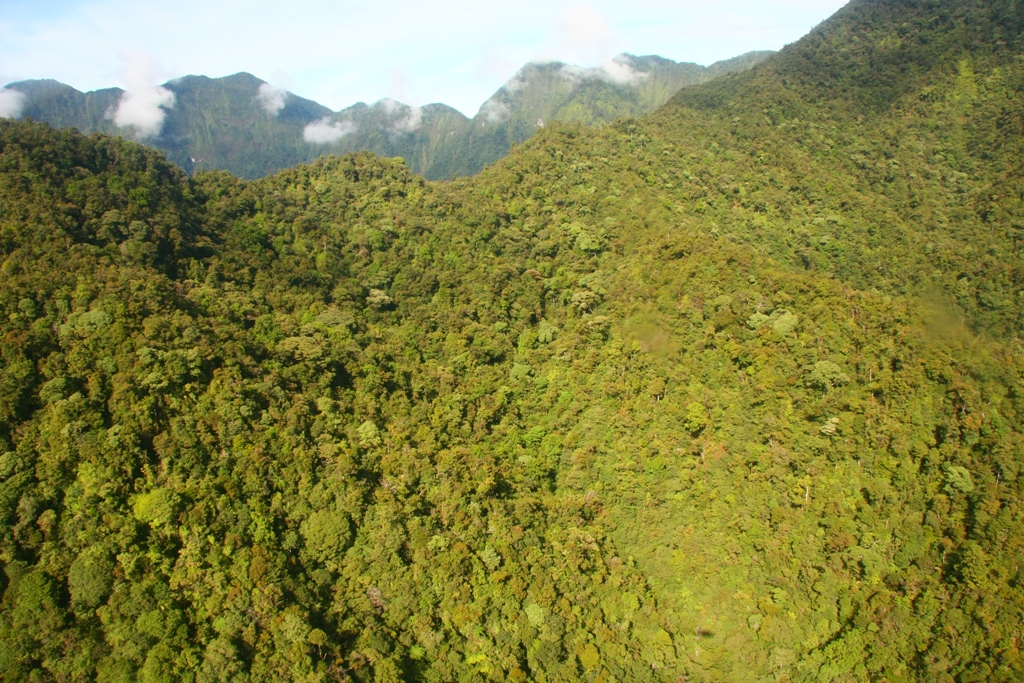
Mont Bosavi

Mapa que mostra la massa terrestre combinada de Sahul formada durant les glaciacions del Plistocè

Una altra característica important de l'hàbitat són les grans terres baixes del sud i del nord. S'estenen centenars de quilòmetres, són selves tropicals de terres baixes, aiguamolls extensos, praderies de sabana i algunes de les extensions de boscos de manglars més grans del món. Les terres baixes del sud són el lloc del Parc Nacional de Lorentz, Patrimoni de la Humanitat per la UNESCO. Les terres baixes del nord són drenades principalment pel riu Mamberamo i els seus afluents al costat occidental, i pel Sepik al costat oriental. Les terres baixes del sud més extenses són drenades per un nombre més gran de rius, principalment el Digul a l'oest i el Fly a l'est. L'illa més gran de la costa, Yos Sudarso, es troba prop de l'estuari de Digul, separada per un estret tan estret que s'ha anomenat riu.
Nova Guinea conté molts dels tipus d'ecosistemes del món: tundra glacial, alpina, sabana, selva tropical de muntanya i de terra baixa, manglars, aiguamolls, ecosistemes de llacs i rius, herbes marines i alguns dels esculls de corall més rics del planeta.
Tota la longitud del sistema de les Terres altes de Nova Guinea passa per Nova Guinea com una gran conca hidrogràfica. Els rius del nord desemboquen a l'oceà Pacífic, els rius del sud al mar d’Arafura i al golf de Papua. A la banda nord, els rius més grans són el Mamberamo, el Sepik i el Ramu. Mamberamo va néixer de la confluència de dos grans rius interiors. Tariku ve de l'oest a l'est i Taritutu de l'est. Aquests rius serpentegen per pantans amb enormes descensos interns i després es fusionen. El Mamberamo així format arriba a l'oceà travessant les muntanyes costaneres. El riu Mamberamo és navegable fins a Marine Falls. El Sepik és un riu molt més important. De la mateixa manera, recull l'aigua d'una piscina àmplia. Es troba a 1.100 quilòmetres des de la serralada Victor Emanuel fins a l'estuari, el que el converteix en el riu més llarg de Nova Guinea. El riu sinuós, fangós i lent es pot navegar per 500 km. Ramu és un riu de 650 km. La seva secció inferior és navegable, però el seu flux superior és de caiguda alta, de flux ràpid. L'energia del riu és utilitzada per una central elèctrica prop de la ciutat de Kainantu.
A la banda sud, els rius més significatius són Pulau, Digul, Fly, Kikori i Purari. El riu més gran de la part occidental de l'illa és Digul. Té el seu origen a les Muntanyes Estel·lars, que s'eleven a una altitud de 4.700 m. La plana costanera està vorejada per un món pantanós de centenars de quilòmetres d'ample. Digul és la principal ruta de transport cap als fèrtils turons i muntanyes de l'illa. El riu Fly neix prop de les branques orientals del Digul. Porta el nom d'un dels vaixells de la flota reial anglesa, que va navegar per primera vegada a la desembocadura del riu l'any 1845. La longitud total del riu és de 1.050 km. Els vaixells més petits poden navegar 900 km al riu. El tram de l'estuari, que es descompon en illes, és de 70 km d'amplada. La marea del mar pot tenir un efecte de fins a 300 km. El riu Strickland, un afluent del Fly, arriba a la plana de Papúa a través de gorges salvatges. Fly i Strickland junts formen el riu més gran de Nova Guinea. Els nombrosos rius que desemboquen al golf de Papua formen un únic complex delta. Els rius de l'illa són extremadament rics en aigua a causa de les precipitacions anuals de 2.000 a 10.000 mm. Segons un càlcul modest, el riu Nova Guinea en transporta uns 1.500 km³/any d'aigua al mar. Fly sol porta més aigua, 238 km³/any, més que tots els rius d’Austràlia junts.

## Demografia

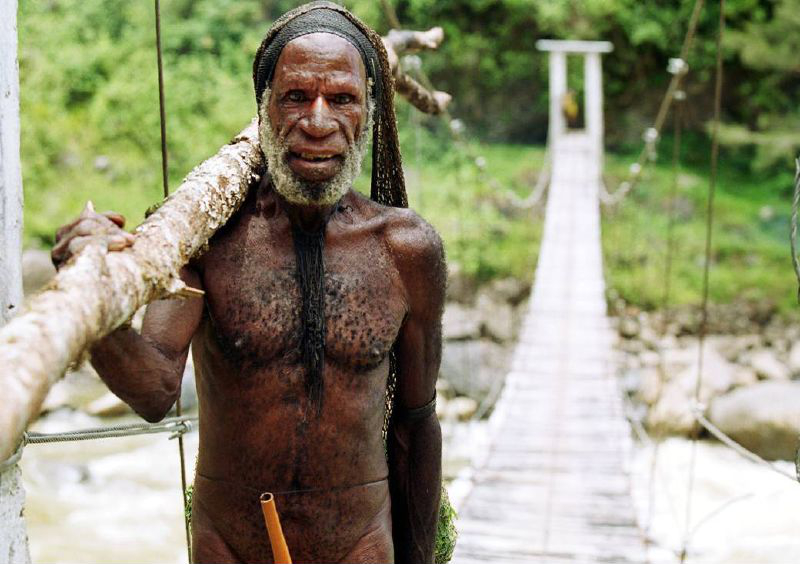
Membre de la tribu Yali a la vall de Baliem

Segons la teoria Out of Taiwan ("sortida de Taiwan"), cap al 4000 aC els habitants de la costa del sud de la Xina, cultivadors de mill i arròs, van començar a creuar l'estret per establir-se a Taiwan, estenent-se cap al 2500 aC des de Taiwan fins a les Filipines, després des de les Filipines fins a Cèlebes i Timor i des d'allà, les altres illes de l'arxipèlag indonesi. Cap al 1500 aC un altre moviment porta des de les Filipines fins a Nova Guinea i més enllà, les illes del Pacífic.
La població actual de l'illa de Nova Guinea és d'uns quinze milions. Les proves arqueològiques indiquen que els humans podrien haver habitat l'illa contínuament des de l'any 50.000 aC, i s'ha proposat el primer assentament possiblement datat de fa 60.000 anys. Actualment l'illa està poblada per gairebé un miler de grups tribals diferents i un nombre gairebé equivalent de llengües separades, cosa que fa de Nova Guinea l'àrea lingüísticament més diversa del món. La 14a edició d’Ethnologue enumera 826 idiomes de Papua Nova Guinea i 257 idiomes de Nova Guinea Occidental, un total de 1.073 idiomes, amb 12 idiomes superposats. Es poden dividir en dos grups, les llengües austronesies, i totes les altres col·locades en la categoria general de llengües papúes, la majoria de les quals no tenen relació.
La separació no és merament lingüística; la guerra entre les societats va ser un factor en l'evolució de la casa dels homes: habitatges separats per a grups d'homes adults, allunyats de les cases unifamiliars de dones i nens. El comerç basat en porcs entre grups i les festes basades en porcs formen una tradició comuna amb els altres pobles del sud-est asiàtic i Oceania. La majoria de les societats papus practiquen l'agricultura, complementada amb la caça i la recol·lecció.

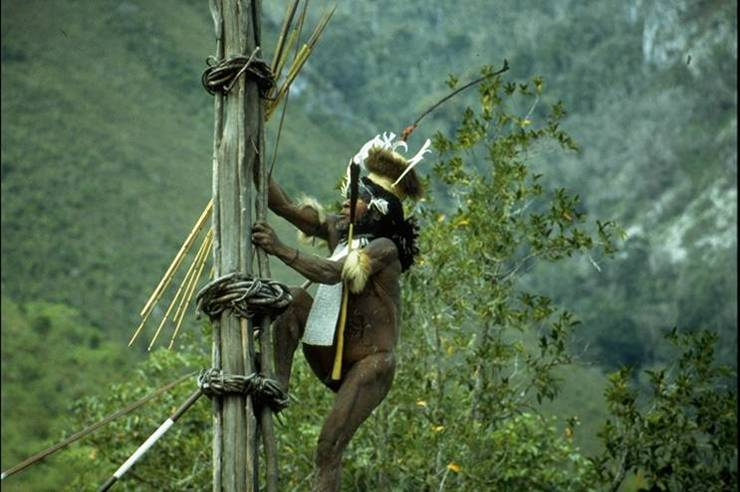
Yali Mabel, cap de Guerra del poble de Kurulu a la vall de Baliem

L'evidència actual indica que els papús (que constitueixen la majoria dels pobles de l'illa) descendeixen dels primers habitants humans de Nova Guinea. Aquests habitants originals van arribar per primera vegada a Nova Guinea en un moment al voltant de l'últim màxim glacial (fa uns 21.000 anys) quan l'illa estava connectada amb el continent australià mitjançant un pont terrestre, formant la massa terrestre de Sahul. Aquests pobles havien fet la travessa marítima (escurçada) des de les illes de Wallacea i Sundaland (l'actual arxipèlag malai) fa almenys 40.000 anys.

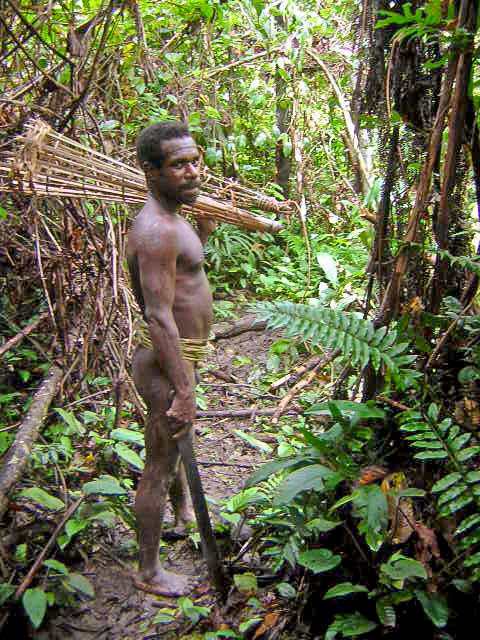
Membre de la tribu Korowai

Es creu que els pobles ancestrals austronesis van arribar considerablement més tard, fa aproximadament 3.500 anys, com a part d'una migració marítima gradual des del sud-est asiàtic, possiblement originària de Taiwan. Els pobles de parla austronèsia van colonitzar moltes de les illes costaneres al nord i l'est de Nova Guinea, com ara Nova Irlanda i Nova Bretanya, amb assentaments també a la vora costanera de l'illa principal en alguns llocs. L'habitació humana de Nova Guinea durant desenes de milers d'anys ha donat lloc a una gran diversitat, que es va incrementar encara més amb l'arribada posterior dels austronesis i la història més recent de l'assentament europeu i asiàtic a través d'esdeveniments com la transmigració.
Àmplies àrees de Nova Guinea encara no han estat explorades per científics i antropòlegs. La província indonèsia de Papua Occidental és la llar d'uns 44 grups tribals no contactats.

## Divisions polítiques
Políticament, l'illa de Nova Guinea es divideix si fa no fa en dues meitats iguals amb una línia que discorre de nord a sud:

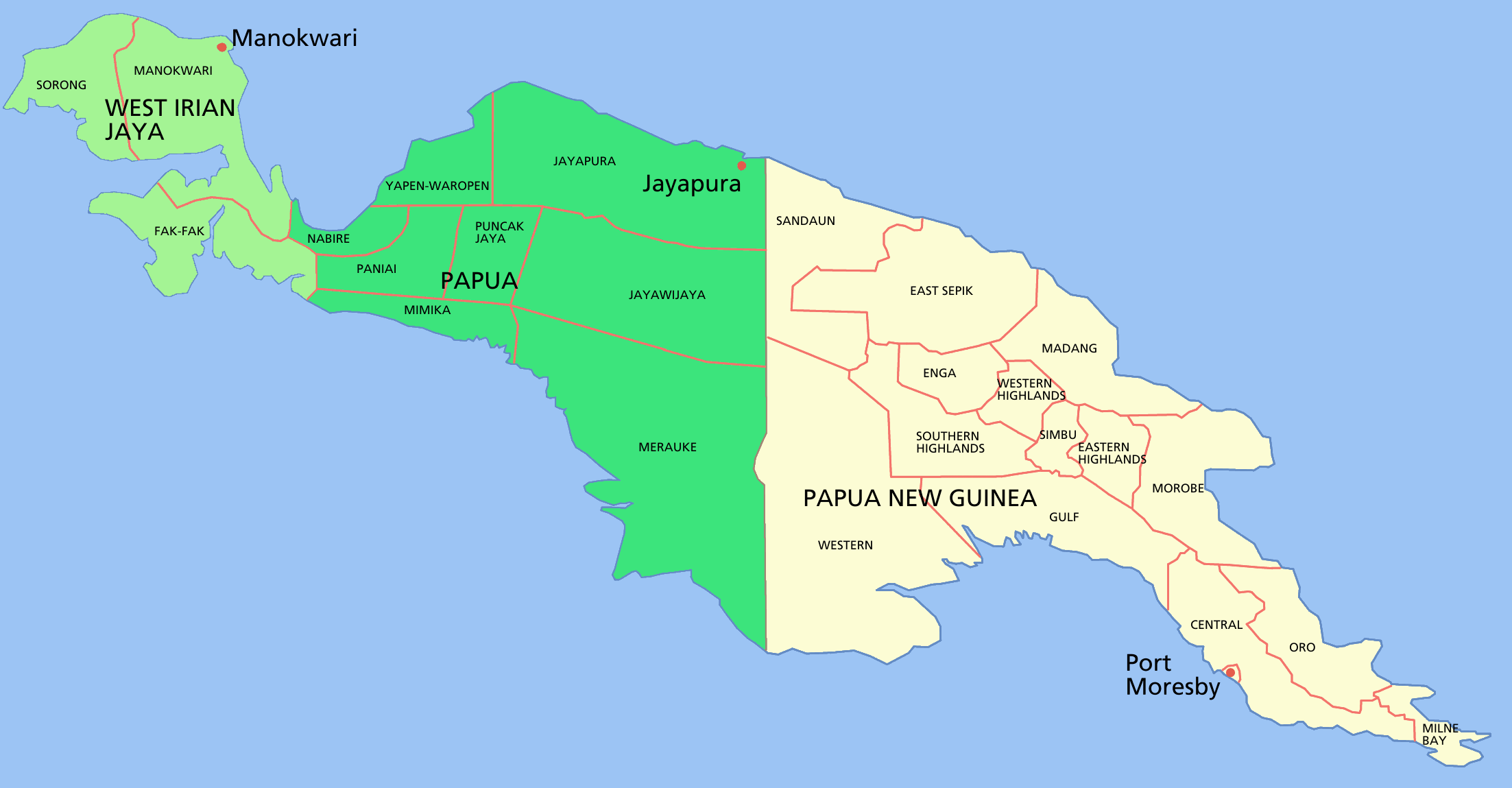
Nova Guinea

- La part oest de l'illa, Nova Guinea occidental o Papua occidental (Irian en indonesi), situada a l'oest del meridià 141°E de longitud (excepte en una petita part de territori a l'est del riu Fly, que pertany a Papua Nova Guinea) està administrada per Indonèsia i se subdivideix en dues províncies:
  - Papua occidental (Papua Barat, abans anomenada Irian Jaya Barat), amb capital a Manokwari.
  - Papua (abans anomenada Irian Jaya), amb capital a Jayapura. S'ha proposat subdividir aquesta província en dues: Papua central (Papua Tengah) i Papua oriental (Papua Timur), però el projecte encara no s'ha dut a terme.
- La part oriental conforma la part principal de Papua Nova Guinea, estat independent des del 1975, abans conegut com el territori de Papua i Nova Guinea. La ciutat principal és la capital de l'estat, Port Moresby.

## Canibalisme
Nova Guinea és popularment coneguda pel ritual del canibalisme que era practicat per alguns grups ètnics, però no pas la majoria, ni de bon tros. El Korowai i Kombai, poblacions del sud-est de Papua Nou Occidental, són dos dels últims grups del món que deien haver participat en actes antropòfags en el passat recent. En l'àrea d'Asmat, al sud-oest de Papua, s'hi pot haver practicat fins a principis dels anys 1970. Entre la gent Fore a Papua Nova Guinea, el canibalisme ritual conduïa a l'extensió del kuru, cosa que mogué l'administració australiana a proscriure'n la pràctica el 1959.
El canibalisme podria haver aparegut a Nova Guinea a causa de l'escassetat de fonts de proteïnes. Les collites tradicionals de taro i moniato són baixes en proteïnes, si les comparem amb el blat, i els únics animals comestibles disponibles -com ratolins, aranyes i granotes- eren petits i gens mengívols. Els antropòlegs assenyalen, tanmateix, que un cert nombre de marsupials de grandària mitjana són endèmics a l'illa, i són caçats pels nadius, i que els porcs s'hi introduïren uns quants milers d'anys abans del contacte amb els europeus.